# Libuše Holečková
Libuše Holečková (* 19. November 1932 in Olomouc, Tschechoslowakei; † 16. Februar 2021 in Nejdek, Tschechien) war eine tschechische Schauspielerin.

## Leben und Karriere
Die in Olmütz geborene Libuše Holečková begann eine Ausbildung an einer Wirtschaftsakademie, die sie aber nicht beendete. Seit Mitte der 1950er Jahre trat sie im Theater in Šumperk auf. Dort lernte sie ihren zweiten Ehemann, den Schauspieler und späteren Regisseur und Dramatiker Jiří Holeček kennen. 1961 wechselten beide zum neu entstehenden Regionaltheater in Cheb. Sie durfte auch am Theater bleiben, als ihr Mann nach der Niederschlagung des Prager Frühlings aus politischen Gründen entlassen wurde. Sie blieb zwanzig Jahre am Cheber Theater und wurde eine der Hauptstützen des Schauspielensembles. Anschließend wechselte sie an das JK Tyl Theatre in Pilsen, wo sie sich unter anderem als Shakespeare-Schauspielerin profilierte.
Libuše Holečková spielte nur in wenigen Kinofilmen. 1951 sah man sie unter der Regie von Vladimír Čech in der Komödie Hecht im Karpfenteich. 1957 besetzte sie Regisseur Josef Mach in seiner Komödie Florenc 13:30. 1970 spielte sie die Rolle der Nachbarin in Petr Schulhoffs Kriminalfilm Blutspuren.
Libuše Holečková war zweimal verheiratet und hatte aus jeder Ehe einen Sohn. In ihren letzten Lebensjahren lebte sie wieder in Cheb.
Sie verstarb am 16. Februar 2021 im Alter von 88 Jahren.

## Filmografie (Auswahl)
- 1951: Hecht im Karpfenteich (Stika v rybníce)
- 1957: Florenc 13:30
- 1970: Blutspuren (Po stopách krve)